# William M. Calder III
William Musgrave Calder III (* 3. September 1932 in Brooklyn, New York; † 18. Oktober 2022) war ein US-amerikanischer Klassischer Philologe. Sein Spezialgebiet war die Geschichte der Altertumswissenschaften.

## Leben
William Calder begann 1950 ein Studium der Klassischen Philologie an der Harvard University. Von 1960 bis 1976 lehrte er an der Columbia University in New York, von 1976 bis 1988 an der University of Colorado in Boulder, seit 1988 an der University of Illinois at Urbana-Champaign.
Internationale Bedeutung erlangte er durch seine Forschungen zur Geschichte der Altertumswissenschaften. So beschäftigte er sich mit Karl Otfried Müller, Theodor Mommsen, Ulrich von Wilamowitz-Moellendorff, Hermann Diels, Werner Jaeger, Heinrich Gomperz, Theodor Gomperz, George Cornewall Lewis, George Grote, Tycho von Wilamowitz-Moellendorff, Heinrich Schliemann, Otto Jahn, Eduard Meyer, Friedrich Gottlieb Welcker und Gilbert Murray. Dabei interessierten ihn vor allem die Strukturen des Faches und seine Einbindung in Politik und Gesellschaft, insbesondere die Wechselwirkungen zwischen der Erforschung der klassischen Antike und dem preußischen und später deutschen Staat im 19. und 20. Jahrhundert. In diesem Zusammenhang hat er die Briefwechsel mehrerer bekannter Altphilologen und Althistoriker ediert. Seit 1990 war er Mitglied der Akademie gemeinnütziger Wissenschaften zu Erfurt.
Calders Großvater William M. Calder war US-amerikanischer Politiker und Senator von New York.

## Schriften (Auswahl)
- Studies in the Modern History of Classical Scholarship. Neapel 1984 (Antiqua, Band 27).
- Herausgeber: Wilamowitz nach 50 Jahren. Wissenschaftliche Buchgesellschaft, Darmstadt 1985, ISBN 3-534-08810-7.
- Werner Jaeger, in: Michael Erbe (Herausgeber): Berlinische Lebensbilder. Geisteswissenschaftler. Colloquium Verlag, Berlin 1989, S. 343–363.
- Herausgeber mit Alexander Košenina: Berufungspolitik innerhalb der Altertumswissenschaft im wilhelminischen Preußen. Die Briefe Ulrich von Wilamowitz–Moellendorffs an Friedrich Althoff (1883–1908). Klostermann, Frankfurt/Main 1989, ISBN 3-465-02200-9.
- Herausgeber mit Alexander Demandt: Eduard Meyer. Leben und Leistung eines Universalhistorikers. Brill, Leiden – New York – København – Köln 1990 (Mnemosyne Supplementband 112), ISBN 90-04-09131-9.
- Herausgeber: Otto Jahn (1813–1868). Ein Geisteswissenschaftler zwischen Klassizismus und Historismus. Steiner, Stuttgart 1991, ISBN 3-515-05352-2.
- Herausgeber: Werner Jaeger reconsidered. Proceedings of the Second Oldfather Conference, held on the Campus of the University of Illinois at Urbana–Champaign, April 26 - 28, 1990. Scholars Press, Atlanta 1992.
- Men in Their Books: Studies in the Modern History of Classical Scholarship. Edited by John P. Harris and R. Scott Smith. Georg Olms Verlag, Hildesheim 1998 (Spudasmata, Band 67). – Rez. von Robert Todd, Bryn Mawr Classical Review 1999.04.25.
- Herausgeber mit Renate Schlesier: Zwischen Rationalismus und Romantik. Karl Otfried Müller und die antike Kultur. Weidmann, Hildesheim 1998, ISBN 3-615-00198-2.
- Herausgeber: Wilamowitz in Greifswald. Akten der Tagung zum 150. Geburtstag Ulrich von Wilamowitz–Moellendorffs in Greifswald, 19. – 22. Dezember 1998. Olms, Hildesheim – Zürich – New York 2000 (Spudasmata, , Band 81), ISBN 3-487-11175-6.
- Herausgeber mit Robert Kirstein: „Aus dem Freund ein Sohn“. Theodor Mommsen und Ulrich von Wilamowitz–Moellendorff. Briefwechsel. 1872–1903. Weidmann, Hildesheim 2003, ISBN 3-615-00285-7.